# Tour de Bonnefon
Pour les articles homonymes, voir Bonnefon.
La tour de Bonnefon est une tour située en France sur la commune de Saint-Chély-d'Aubrac, dans le département de l'Aveyron en région Midi-Pyrénées.
La tour fait l’objet d'une inscription au titre des monuments historiques depuis le 2 mars 1979.

## Description
La Tour de Bonnefon est constituée de 4 étages et d'un grenier dans le toit. Il y a deux annexes de chaque côté de la tour.

## Localisation
La tour est située sur la commune de Saint-Chély-d'Aubrac, dans le département français de l'Aveyron.

## Historique
La Tour de Bonnefon a été construite au XVe siècle pour assurer la défense de la grange des moines de la Domerie d'Aubrac. Elle a été rachetée par Henri Pradel, chanoine et ancien directeur de Massillon, pour en faire profiter ses élèves d'une autre école. 
L'édifice est inscrit au titre des monuments historiques en 1979.